# Свая

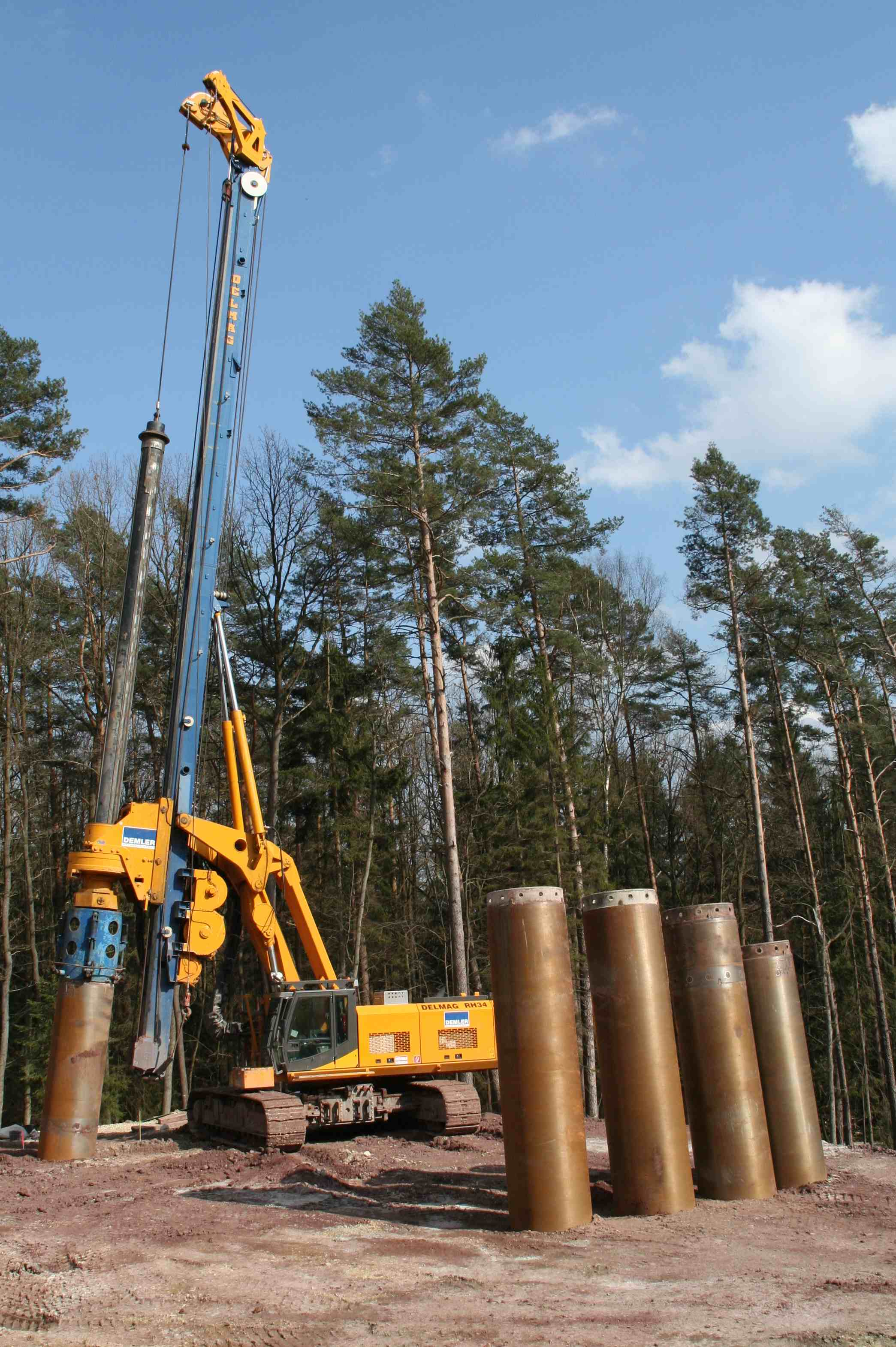
Сваи из стальных труб и буровой станок.

Сва́я — деревянный, металлический, бетонный (в т. ч. железобетонный, фибробетонный) стержень, цельный или полый внутри, который заглубляется в вертикальном или наклонном положении в грунт, либо выполняется в грунте у оснований зданий и сооружений с целью передачи выдёргивающей, придавливающей или срезающей нагрузки от расположенных выше инженерных конструкций (зданий и сооружений) или лежащего выше грунта на лежащий ниже более прочный грунт.

## История
В период развития цивилизации в повседневной деятельности человечество стало применять изделие, называемое на Руси «сва́ей» — огромный кол, палиса́да, заострённое и иногда окованное с острия в башмак бревно, забиваемое в землю, как пал, каба или кава для причалки судов и прочее или для ограды, частоколом или под основанье здания, кладки, стройки и прочее.
Первоначально свая изготавливалась из дерева, позднее с развитием металлургии стали изготавливать сваи металлические (чугунные или железные). Металлические сваи бывают пустотелые цилиндрические, отлитые из чугуна, или сплошные железные. С развитием инженерного дела были придуманы винтовые сваи.

## Применение и расположение свай

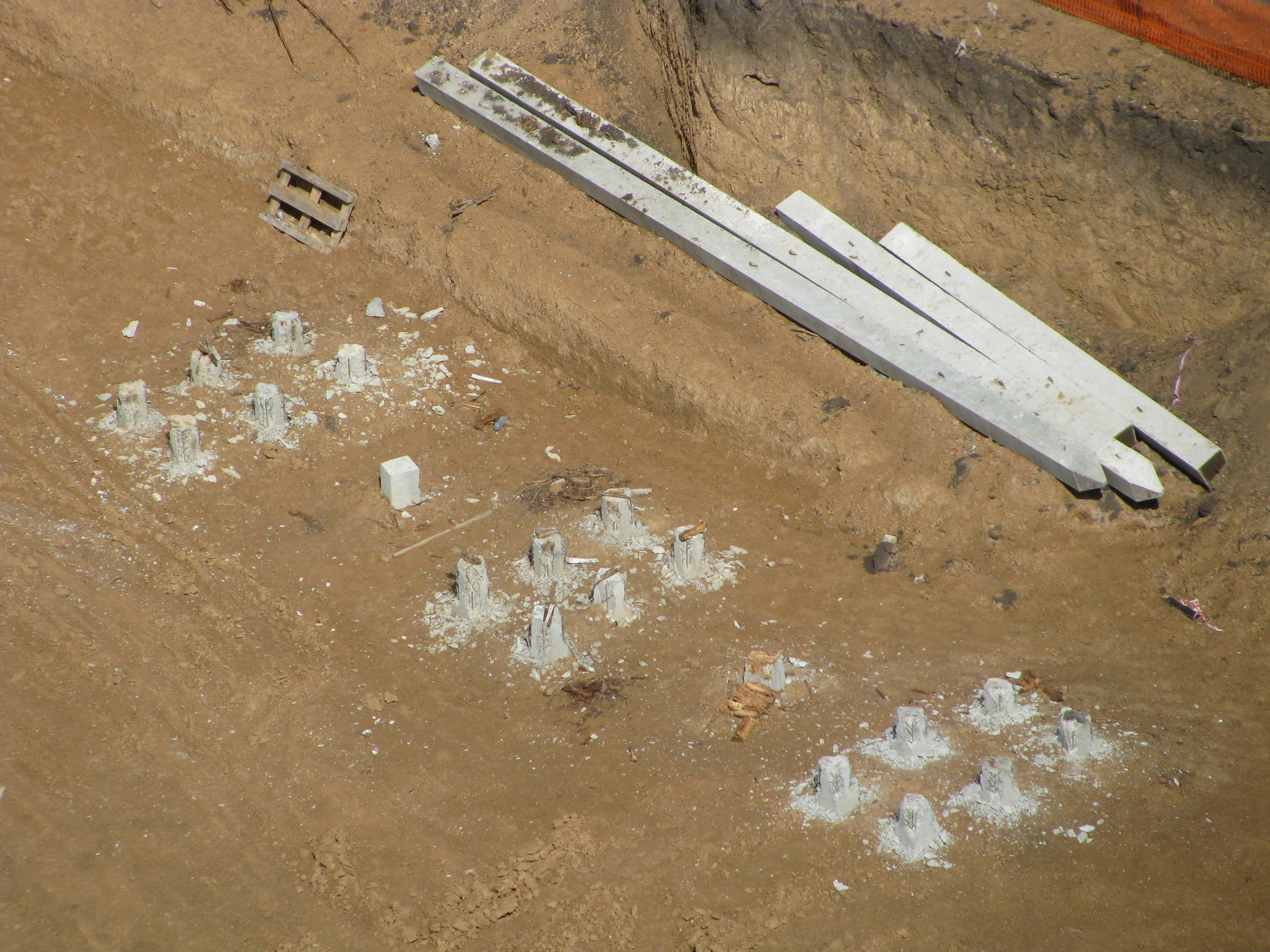
Свайные кусты

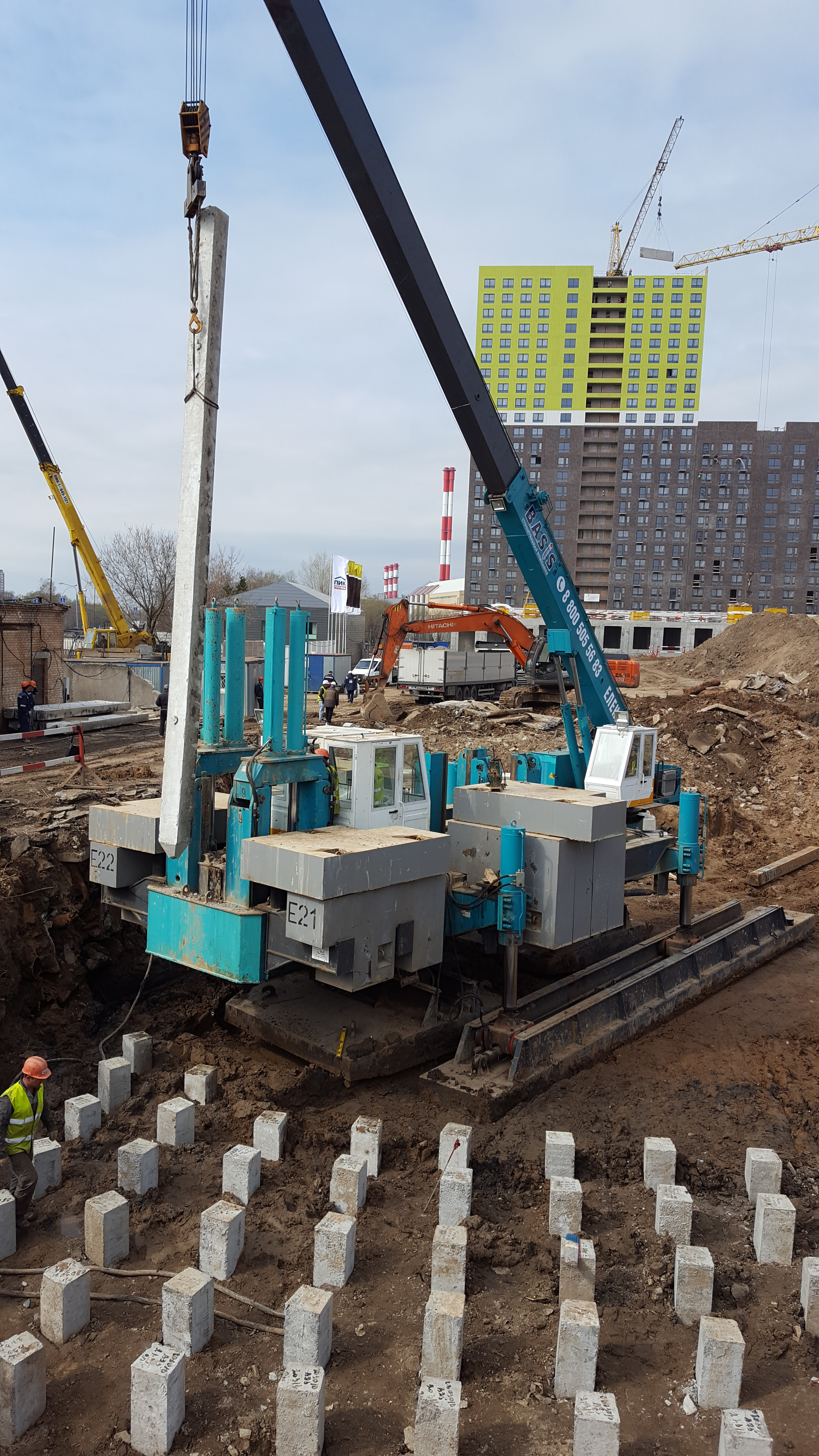
Свайное поле

Сваи применяются для прорезки залегающих с поверхности слабых слоёв грунта и передачи действующих нагрузок на лежащие ниже слои грунта, обладающие более высокими механическими показателями.
Свайные фундаменты глубокого заложения используются, если:
1. грунты основания с достаточной несущей способностью расположены значительно ниже отметки поверхности;
2. строение очень тяжёлое (небоскрёб, мост) и увеличение размеров фундаментов нецелесообразно по экономическим, практическим и другим причинам.

Сваи могут располагаться как по одной (односвайный фундамент), так и кучно на расстоянии друг от друга 3—8d (d — диаметр или сторона сваи), работая совместно в количестве 2—16 штук, образуя «свайный куст», при большем количестве — «свайное поле». На расстоянии более 7—8d взаимного влияния друг на друга свай почти не оказывается и они работают самостоятельно как одиночные сваи. Минимальное расстояние от центра сваи до края фундамента (ростверка) — 0,15 + d/2 метров.
Сваи применяются совместно с отдельными столбчатыми фундаментами, ленточными фундаментами, с ростверками, в качестве которых могут служить небольшие плиты или перекрёстные ленты, и с большими плитами (10×10 м и более). Сваи совместно с плитами образуют так называемый комбинированный свайно-плитный фундамент (КСПФ), который сочетает сопротивление любых типов свай и плиты одновременно, применяется для уменьшения общей и неравномерной осадки зданий и сооружений. Сваи могут располагаться с переменным или с постоянным в плане шагом.

### Свайные противооползневые и берегоукрепительные сооружения
Вблизи водных объектов сваи применяются для возведения свайных берегоукрепительных инженерных сооружений (заграждений).
В горной или холмистой местности сваи применяются для усиления грунта путём возведения свайных противооползневых инженерных сооружений (заграждений), в основном чтобы обеспечить устойчивость потенциально оползневого склона с выраженной и обусловленной геологическим строением поверхностью скольжения, на котором сооружается или уже находится дорожная конструкция (автомобильная дорога, железная дорога и т. д.) либо строится тяжёлое сооружение, способное привести грунт в движение и, как следствие, обрушение всего склона.

### Свайные поддерживающие сооружения
Свайные поддерживающие сооружения (СПС) применяются при технико-экономическом сопоставлении различных вариантов комплексов противооползневых мероприятий, которые включают устройство поддерживающих сооружений различных типов, как: подпорная стена, контрфорс, контрфорснодренажные прорези, земляные и каменные контрбанкеты и другие), также варианты расположения трасс дорог за пределами оползневого склона: перенос трасс на устойчивый грунт склона, устройство тоннеля или эстакады.

### Свайные преграждающие сооружения
Свайные преграждающие сооружения в виде подводных эстакад применялись в качестве заграждения рек и морских проходов, которое устраивалось для преграждения пути неприятельским судам во время войны. Стена из вбитых в дно свай сильно стесняют сечение фарватера, потому такие эстакады применялись при слабых течениях и глубине не более 8—10 метров.

### Свайные настилы
Свайные настилы относятся к фундаментам глубокого заложения и состоят из сгруппированных непрерывных рядов свай, верхний конец которых образует подобие настила в болотистой местности.

## Взаимодействие свай с грунтом

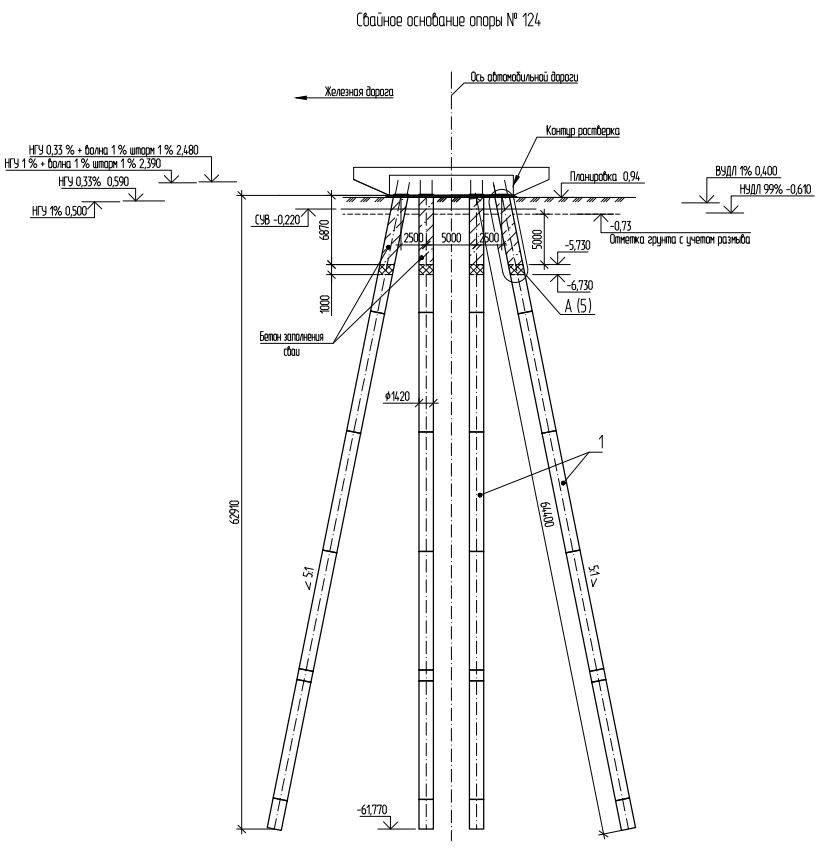
Ростверк на прямых и наклонных сваях

Сваи передают усилия на грунты основания через боковую поверхность (трением) и через нижний конец. По характеру передачи усилия сваи различают:
- Опорные сваи (сваи-стойки)[~ 6] — передают усилие на прочный грунт в глубине преимущественно через нижний конец.
- Сваи трения (фрикционные сваи, висячие сваи)[~ 6] — передают усилие на грунт преимущественно трением боковой поверхности. Величина передаваемого усилия зависит от длины сваи. Сваи трения могут вообще не достигать прочных грунтов. При погружении в грунт на боковой поверхности сваи образуется грунтовая «рубашка», которая как бы прилипает к ней, образуя единое целое со сваей. Трение возникает не между телом сваи и грунтом, а между грунтовой «рубашкой» и окружающим грунтом. Поэтому силы трения мало зависят от вида материала сваи[6]. Благодаря устройству котлована можно уменьшить длину свай.
- Анкерные сваи — разновидность опорных свай, после погружения которых в грунт происходит раскрытие опорной лопасти, после чего свая способна воспринимать как вдавливающие, так и выдёргивающие нагрузки.

## Конструктивные элементы свай
Конструктивные элементы свай: пята, оголовок, оболочка, ствол, башмак, наконечник сваи и другие.
Ведущий наконечник свай может иметь разную форму и конструкцию.

## Классификация свай
По способу заглубления в грунт для укрепления фундаментов зданий и сооружений, а также ограждения стенок котлованов используются следующие виды свай:
- буровые (железобетонные);
  - баретты особый тип свай, имеющий прямоугольную форму и её различные конфигурации (I-, X-, T-, H-образные). Баретты обладают повышенной несущей способностью — это важное свойство для высотного строительства на специфических грунтах. Круглые сваи значительно проигрывают бареттам на плохих грунтах. При одинаковой площади сечения площадь боковой поверхности баррет больше в 2,5 раза, как следствие этого повышенная несущая способность. Несмотря на большую эффективность баррет в некоторых случаях их стоимость может быть ниже, чем у традиционных буронабивных свай;
  - буронабивные (БНС, англ. bored and cast-in-place pile, bored cast in situ pile);
    - буронабивные с камуфлетной пятой;
    - буронабивные с применением технологии непрерывного полого шнека (CFA[10]/CCFA[11]) по технологии Double Rotary;

  - буроинъекционные (БИС) диаметром 0,15—0,35 м[~ 6];
    - устраиваемые в пробурённых скважинах путём нагнетания (инъекции) в них мелкозернистой бетонной смеси, а также устраиваемые полым шнеком или с использованием не извлекаемых буровых штанг;
    - выполняемые с уплотнением окружающего грунта путём обработки скважины по разрядно-импульсной технологии (серией разрядов импульсов тока высокого напряжения — РИТ);

  - буроопускные[~ 6] (при работе с пластично-мёрзлой и твердомёрзлой почвой, содержащей крупные обломки породы) погружаются в скважину, диаметр которой превышает идентичные параметры самой конструкции, а оставшийся зазор заполняется цементно-песчаным раствором[12];
  - сваи-столбы (сваи-стойки)[~ 6];
- винтовые сваи;
- грунтоплавленные[13];
- забивные и вдавливаемые сваи (железобетонные, деревянные, стальные предварительно изготовленные)[~ 6]
  - по способу армирования: сваи и сваи-оболочки[~ 6];
  - по форме поперечного сечения: квадратные, прямоугольные, таврового и двутаврового сечений, квадратные с круглой полостью, полые круглого сечения[~ 6];
  - по форме продольного сечения: призматические, цилиндрические, с наклонными боковыми гранями (пирамидальные, трапецеидальные)[~ 6];
  - по конструктивным решениям: цельные и составные сваи (стыкованные из отдельных секций, многосекционные)[~ 6];
  - по конструкции нижнего конца[~ 6]:
    - с заострённым или плоским нижним концом, или объёмным уширением (булавовидные);
    - полые сваи с закрытым или открытым нижним концом или с камуфлетной пятой;
- набивные[~ 6];
  - по способу устройства[~ 6]:
    - вытеснительные;
    - виброштампованные;
    - устраиваемые в выштампованном ложе;

  - по способу пробивки скважин[~ 7]:
    - без обсадки скважин;
    - с обсадкой скважин инвентарными трубами;
    - в предварительно пробурённых лидерных скважинах в случаях выполнения свай в грунтовом массиве;

  - по виду материала заполнения скважины[~ 7]:
    - бетонные и железобетонные с применением пластичной и жёсткой смеси;
    - грунтовые — при выполнении упрочнённого основания путём глубинного уплотнения и заполнения пробитых скважин грунтом;
      - щебёночные;

    - армирующие — выполняются из жёсткого грунтового материала при устройстве армированного основания;

  - по способу повышения несущей способности[~ 7]:
    - с уплотнённой зоной и практически постоянным поперечным сечением по всей длине сваи;
    - с уширенным основанием, устраиваемым путём втрамбовывания в дно скважины пробивным снарядом жёсткого грунтового материала или сухой бетонной смеси;
    - с оголовком, выполняемым в вытрамбованном котловане-приямке с помощью специальной трамбовки, входящей в состав навесного оборудования для пробивки скважин;
    - с уширенным основанием и оголовком, устраиваемыми;
    - с уширенным основанием, выполняемым путём втрамбовывания в дно пробурённой скважины жёсткого грунтового материала или сухой бетонной смеси;

- сваи-оболочки[~ 6].

## Набивные сваи в раскатанных скважинах
Раскатка скважин (сокр. DDS от англ. Drilling Displacement System или FDD от англ. full displacement pile) — непрерывный процесс образования цилиндрически-конической полости в грунте путём вытеснения его в сторону уплотнения раскатчиком скважин. Грунт из скважины не извлекается, как при бурении, а раздвигается и уплотняется — «раскатывается» в радиальном направлении. Раскатчик при проходке в сжимаемых грунтах вдавливает грунт в стенки скважины, уплотняя их, что позволяет исключить просадку грунта и значительно снизить осадки фундаментов на слабом основании. В результате отпадает необходимость применения бентонитового раствора для укрепления стенок скважины и выноса грунта на поверхность. Также становится ненужным использование дополнительного дорогостоящего оборудования для приготовления бентонитового раствора и его подачи в забой. К сваям в раскатанных скважинах относятся сваи FUNDEX c теряемым башмаком для установки арматурного каркаса.
Разновидность набивных безоболочковых свай — буроинъекционные сваи, используемые при усилении оснований и фундаментов зданий и сооружений. Сваи с извлекаемой оболочкой изобретены в 1899 году А. Э. Страусом, так называемые «сваи Страуса», их монтаж производится путём погружения обсадной трубы без ударов-взрывов с заполнением бетона. После успешного применения свай Страуса и возросшей популярности такого метода строительства, со временем стали появляться их различные модификации: «сваи Франки», «сваи Бенато» и т. д.

## Буронабивные сваи

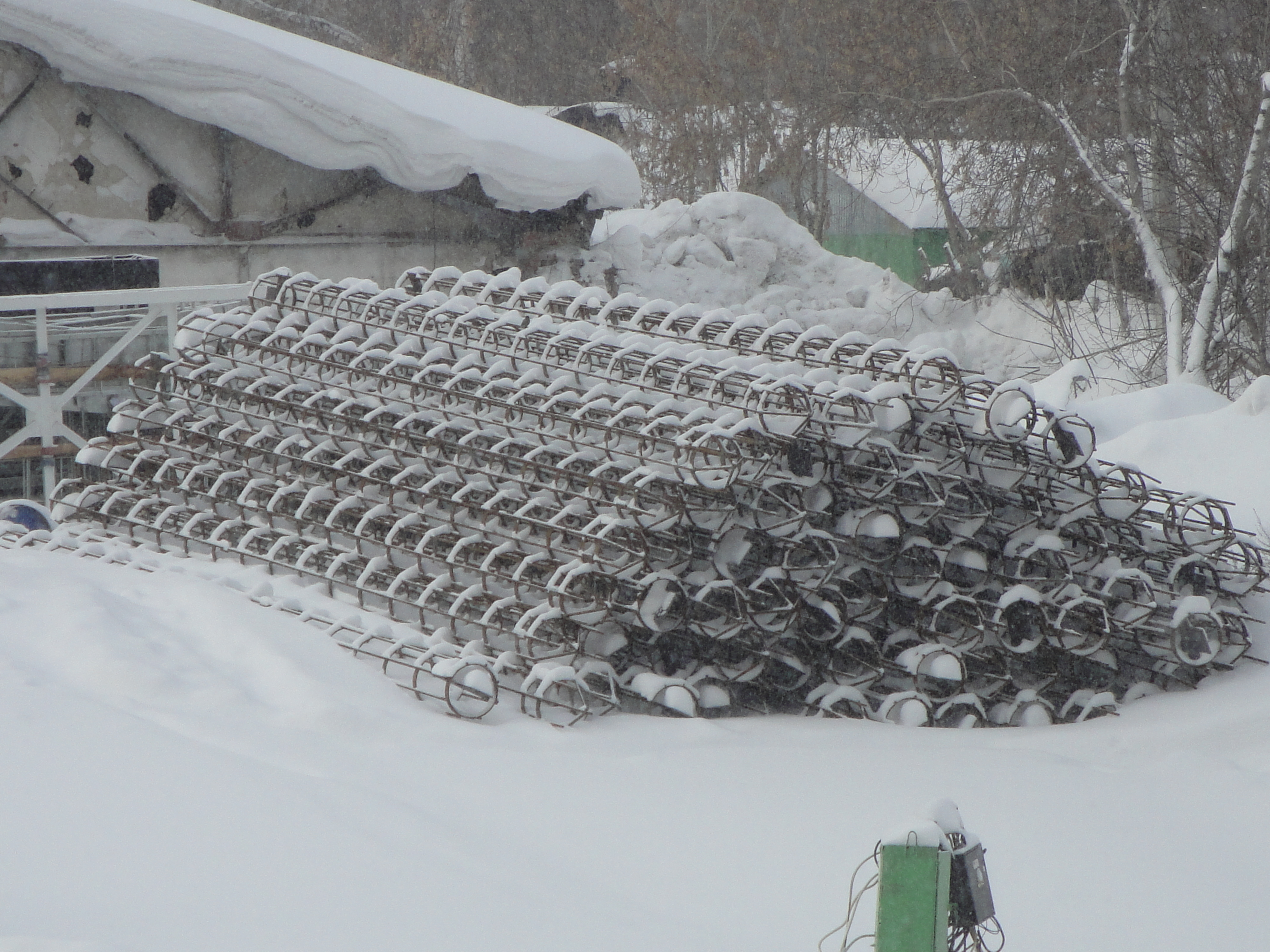
Арматурный каркас будущей сваи

Баретт — разновидность буронабивных свай повышенной несущей способности, изготавливаемых технологическим оборудованием типа «плоский грейфер» или «фреза», в форме прямоугольников, I, H, T, X и других. Устройство баретт аналогично выполнению стены в грунте: траншея разрабатывается двухчелюстным гидравлическим грейфером под защитой глинистого (бентонитового) раствора, затем происходит погружение арматурного каркаса и бетонирование через бетонолитные трубы.
Основной принцип определения геометрических характеристик свай-баретт — возможность соосной передачи нагрузок от верхних конструкций на фундаменты. Также необходимо учитывать технические характеристики оборудования, применяемого для устройства баретт: размер захватки грейфера, особенности соединения/пересечения панелей.
Популярные методы устройства буронабивных свай (БНС):
- Устройство свай методом бурения в обсадной инвентарной трубе[18];
- Устройство свай методом непрерывного полого шнека (НПШ, CFA);
- Устройство свай методом раскатки грунта (DDS, FDP);
- Устройство свай методом двойного вращателя (Double Rotary);
- Устройство свай методом завинчивания обсадной трубы;
- Устройство свай методом вибропогружения обсадной трубы;
- Устройство свай под защитой глинистого раствора;
- Метод ударно-канатного бурения.

Сущность технологии устройства свай методом бурения с использованием обсадных инвентарных труб заключается в применении секционных инвентарных труб, погружаемых в процессе бурения скважины и извлекаемых по мере изготовления сваи. Крепление секций труб осуществляется при помощи сварки или стыков специальной конструкции.
Бурение производится буровым станком — вращательным, вибрационным, ударным или комбинированным методом. В процессе бурения инвентарные трубы погружаются — методами вибропогружения, вращения, завинчивания или забивки в грунт или с использованием специальных гидравлических, вращателей, домкратов. Бурение ведётся до проектной отметки, после чего забой зачищают, устанавливают каркас из арматуры, а затем осуществляют бетонирование и уплотнение смеси. После окончания бетонных работ инвентарная труба извлекается, а головка сваи — формуется с помощью специальной формы-кондуктора.

## Материалы свай
Материалы, применяемые для изготовления свай:бетон; грунтобетон; железобетон; фибробетон; дерево; сталь; пластик; комбинированные, например, стальную или асбестоцементную оболочку после погружения в грунт заполняют бетоном, получая т. н. трубобетон (ТБС).

### Деревянные сваи
Сваи из дерева применяются в слабых грунтах при малых и средних нагрузках — во всех отраслях строительства.
Деревянные сваи выполняются:
- одиночные;
- составные;
- пакетные.

В качестве материалов для изготовления, в основном, применяют длинномерный лес хвойных пород (сосна). При отсутствии среди местных лесных насаждений, а также нецелесообразности доставки хвойных деревьев, допускается использование дуба.
Для погружения деревянных свай применяются механизмы:
- Паровоздушный молот: одиночного и двойного действия;
- Механический молот;
- Дизель-молот;
- Вибромолот;
- Вибропогружатель.

#### Изготовление, хранение, транспортировка
Деревянные сваи изготавливаются из брёвен хвойных пород (сосна, ель, лиственница, пихта) по требованиям ГОСТ 9463 с диаметром ствола 22-34 см и длиной 650 и 850 см, при этом естественная коничность (сбег) брёвен сохраняется. Если длина брёвен недостаточна или ограничена высота (например, под существующим мостом), используют наращивание свай.
Нижний конец сваи заостряется — в виде пирамиды (трёхгранной или четырёхгранной). В целях предохранения заострённых концов свай при погружении в плотный или каменистый грунт, на них надевают металлические башмаки — из листового металла или литые из чугуна. Верхний конец сваи с этой же целью защищается бугелем.

#### Применение
Деревянные сваи применяются для фундаментов капитальных зданий и сооружений в случае расположения их голов ниже уровня подземных вод (УГВ); допустимо применение конструкций с железобетонными элементами выше УГВ и деревянными элементами ниже УГВ.

### Железобетонные сваи
Железобетонные сваи — изделия, при создании которых применяется тяжёлый бетон. Забивные сваи за счёт опорного давления передают на грунт нагрузку от свайного фундамента (сваи-стойки). Также нагрузка передаётся за счёт бокового трения поверхности свай об уплотнённый грунт (висячие сваи). Существует несколько типоразмеров свай. Железобетонные сваи сечением 30x30 см имеют длину до 12 м; сечением 35x35 см и 40x40 см — до 16 м. Сваи забивные могут быть составными, что увеличивает их длину.
Сваи забивные погружаются в грунт путём вдавливания под прессом (с вибрацией) или забивки. Копровая установка с дизельным или гидравлическим молотом погружает сваи быстро и эффективно, без их деформации и потери эксплуатационных характеристик. Несущая способность забивных свай в основном зависит от конкретного отказа, который не должен превышать 0,01 м. Несущую способность определяют по формулам СНиП и статического зондирования, учитывающего коэффициент запаса. Величину, меньшую из перечисленных выше, относят к реальной несущей способности. При невозможности определения несущей способности грунта (водонасыщенные пески) их проверяют статическим испытанием (нагружением нагрузкой). В основном для определения точной длины свай необходимы данные о динамических испытаниях и технический отчёт об инженерно-геологических условиях участка.

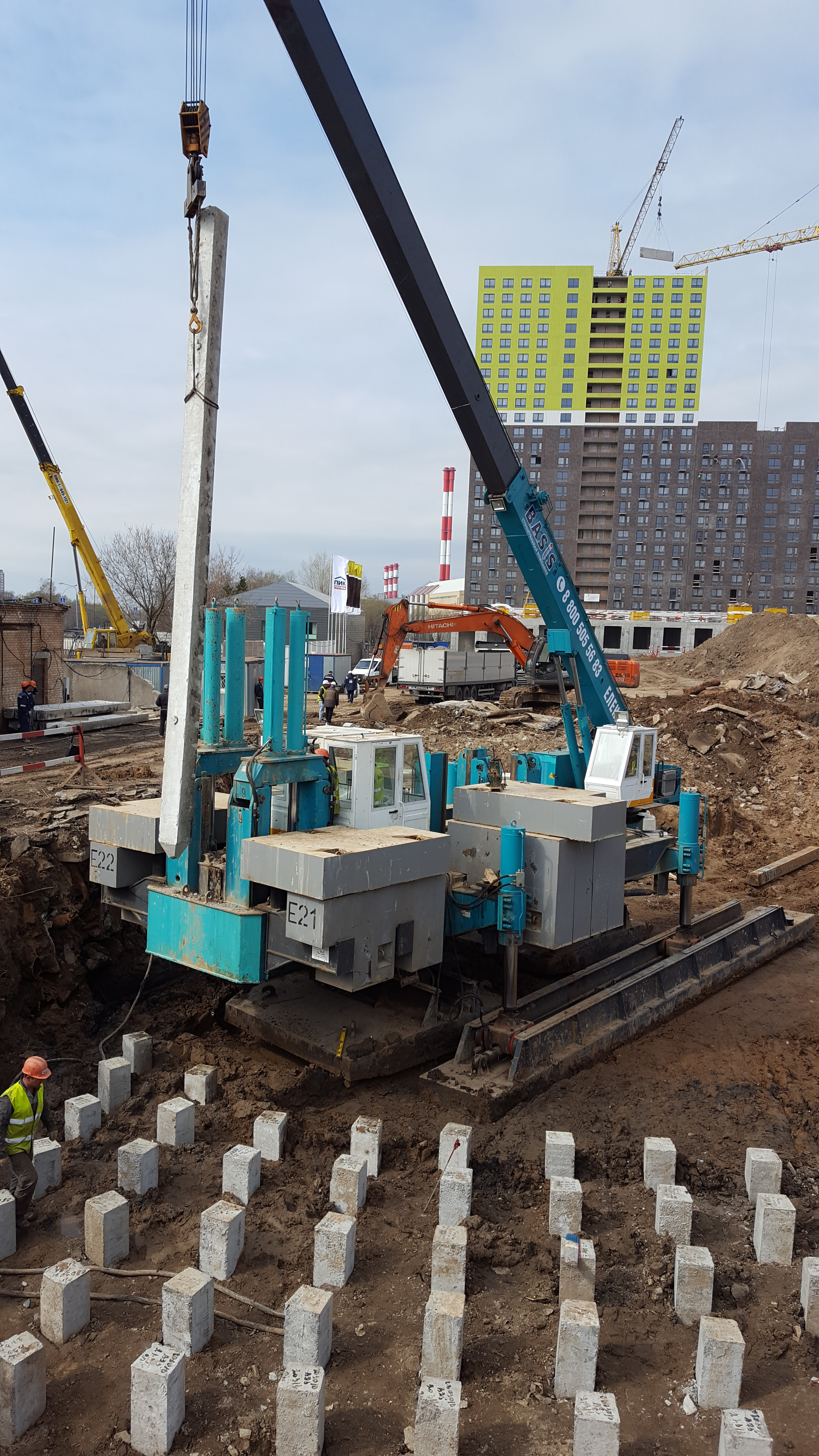
Вдавливание свай

Разновидностью железобетонных свай являются преднапряжённые сваи (см. Предварительно напряжённый железобетон).

### Шпунтовые сваи

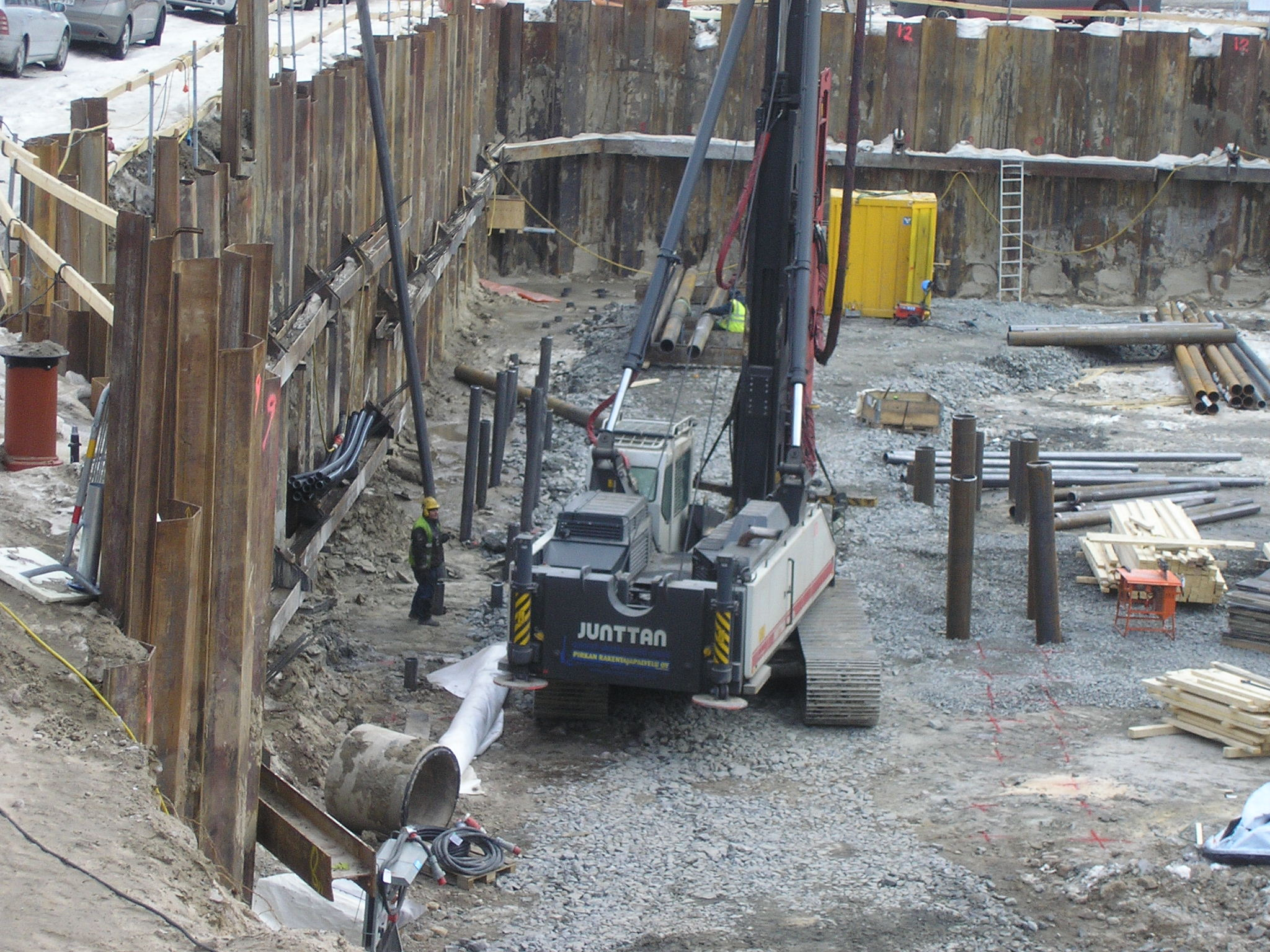
Шпунтовая стенка стройплощадки

При возведении гидротехнических сооружений, опор мостов и набережных, а также при разработке траншей и котлованов для обустройства временных или постоянных ограждений применяются шпунтовые сваи — из железобетона, дерева или стали.
Погружённые в грунт (при помощи копра или вибропогружателя) и установленные вплотную друг к другу, они образуют устойчивое водонепроницаемое ограждение, называемое шпунтовой стенкой.

### Трубобетонные сваи
Сущность метода формирования забивных трубобетонных свай заключается в операции заполнения полости забитой в грунт стальной трубы с конусным наконечником бетонной смесью. Забивка труб производится с помощью пневмоударной машины.
Технология позволяет выполнять как вертикальные, так и наклонные сваи в стеснённых условиях, где применение тяжёлой строительной техники невозможно или связано с дополнительными затратами. В зависимости от характера нагрузки, сваи могут быть армированными.
Габариты комплекта оборудования пневмоударной машины позволяют выполнить забивку свай в непосредственной близости от существующих сооружений в неустойчивых песчаных насыпных, обводнённых грунтах и в дно водоёма.

### Грунтоплавленые сваи
Термическое укрепление грунтов основано на воздействии положительного температурного поля, вызывающего необратимые коренные изменения вещественного состава и физико-механических свойств. Плазменный нагрев позволяет воздействовать на материалы и вещества энергией высоких концентраций, высокими и сверхвысокими температурами, непосредственно электрическим и магнитным полями. Физико-химические процессы в условиях низкотемпературной плазмы протекают за доли секунды, то есть исходные вещества превращаются в необходимые продукты с предельной скоростью, характерной для данного процесса.
В процессе плазменной термообработки грунты проходят шесть стадий термических преобразований: осушение (дегидратация); нагрев минеральной части (дегидроксиляция); обжиг (спекание); плавление (аморфизация); нагрев расплава (дегазация и гомогенизация); охлаждение и твердение расплава. Коагуляционный тип структурных связей, преобладающий в исходных грунтах, превращается в криптокристаллизационный, придавая термогрунтам ряд необратимых позитивных строительных свойств. В процессе нагрева до 2.5—2,8)*103 К одновременно происходит интенсивное газовыделение с гомогенизацией силикатного расплава. Плавленый грунт приобретает однородность состава, физических и механических свойств.

### Пластиковые сваи
В конце XX века появились пластиковые сваи. Для установки таких свай бурится скважина, в которую устанавливается прочная пластиковая труба (с широкими стенками), вовнутрь которой вставляется каркас из стальной арматуры и заливается бетоном. Пластиковые сваи хорошо изолируют строение от грунтовых вод, вечной мерзлоты, не подвержены гниению и недорого стоят.

## Расчётные предпосылки
Расчёт свай производится по предельным состояниям:
- первой группы;
  - по прочности материала свай;
- второй группы;
  - по перемещениям свай совместно с грунтом оснований от действия горизонтальных нагрузок и моментов;
  - по образованию или чрезмерному раскрытию трещин в элементах железобетонных конструкций свайных фундаментов.

## Несущая способность свай
При проектировании свайного фундамента проводятся следующие испытания свай (по актуальности):
1. натурные испытания свай статической нагрузкой;
2. статическое зондирование грунта;
3. динамическое испытание свай;
4. теоретический метод.

Динамическим зондированием обычно проверяют сваи на площадке в ходе выполнения строительно-монтажных работ (СМР).
Несущая способность свай в полевых условиях определяется методами:
- статическими испытаниями свай;
- динамическими испытаниями свай;
- испытаниями грунтов эталонной сваей;
- испытаниями грунтов статическим зондированием.

Количество испытаний свай определяется проектом и зависит от следующих факторов:
- сложность грунтовых условий;
- величина нагрузок, передаваемых на основание;
- число типоразмеров свай.

Для каждого объекта строительства сооружений класса КС-3 и КС-2 проводятся следующие виды испытаний:
- статические испытания свай и свай-штампов;
- динамические испытания свай;
- испытания грунтов статическим зондированием.

Статические испытания свай и свай-штампов производятся до 1 % от общего числа свай на объекте, но не менее трёх для сооружений класса КС-2 и четырёх — для сооружений класса КС-3.
Динамические испытания свай производятся до 2 % от общего числа свай на объекте, но не менее шести для сооружений класса КС-2 и девяти — для сооружений класса КС-3.
Испытания грунтов статическим зондированием — не менее шести точек для сооружений класса КС-2 и девяти — для сооружений класса КС-3.
Осадка сваи доводится до диаметра свай (к примеру для сваи диаметром 600 мм осадка должна быть такой же).

## Строительная техника для погружения свай в грунт
Забивка свай может осуществляться дизель-молотами или гидравлическими молотами. Для уменьшения ускорения колебаний применяется предварительное рыхление грунта шнеком, бурение лидерных скважин, регулировка высоты подъёма молота и его массы. Применяемая строительная техника для погружения свай в грунт:
- Копёр — устройство для установки свай в проектное положение.
- Дизель-молот — устройство для забивания свай в землю.
- Вибропогружатель — машина для погружения свай в песчаные и глинистые грунты.
- Гидравлический молот — сменное рабочее оборудование гидравлических экскаваторов, гидрофицированных машин (стационарных глыборазбивочных установок, погрузчиков, манипуляторов, сваебойных копров), используемое для обработки прочных материалов (горных пород, грунта, металла) или погружения свайных элементов действием ударов падающих частей, разгоняемых жидкостью, находящейся под высоким давлением.
- Сваевдавливающая установка — машина для погружения свай в грунт методом передачи статического усилия.
- Универсальная бурильная машина (УБМ-85) — техника на базе УРАЛа или КАМАЗа для погружения винтовых свай СВЛ-219, СВЛ-325.

## Основные проблемы при устройстве свай
1. Сваю нельзя погрузить до проектной отметки: возможно разрушение оголовка сваи.
2. При бетонировании в глинистом растворе происходит перемешивание глинистого раствора и бетонной смеси часть сваи может быть не пробетонированна.
3. В буронабивных сваях Fundex (Фандекс) при бетонировании при переходе между слабыми и сильными грунтами могут образовываться «шейки», что ведёт как к повышению несущей способности сваи при расширенной шейке, так и к понижению несущей способности сваи.
4. При забивке свай методом сбрасывания может происходить расслоение бетона оголовка сваи.
5. В насыпных грунтах при бетонировании сваи бетон может просачиваться и исчезать из конструкции сваи.
6. При использовании метода вытеснения грунта при отсутствии своевременно сделанных фиксаторов арматуры может происходить смещение арматурного каркаса сваи, что ведёт к нарушению защитного слоя бетона.
7. В тиксотропных грунтах свая может дать «ложный отказ». А потом, после отдыха, свая проваливается в грунт от малых нагрузок при той же статике. Для таких грунтов надо производить контрольную добивку свай.
8. Сваи «разрываются» при морозном пучении; если свая прочная — пучинистый грунт не может её разорвать, только выдавить.
9. В случае минимального расстояния между сваями при их забивке, соседние сваи могут «выскакивать» — приподниматься за счёт роста порового напряжения.
10. Эффект всасывания свай, вакуумный эффект свай. Для свай, подверженных растяжению, общепринято не учитывать сопротивляемость грунта ниже нижнего конца сваи при расчёте общей сопротивляемости. Однако в однородном связном материале может возникать всасывание ниже нижнего конца сваи, и обратная несущая способность может быть оправданна[29].
11. Когда задаётся удельный вес материала свай в численных программах, то имеет смысл задавать /принимать/ его как разницу между удельным весом бетона и удельным весом грунта (применимо также и к «стене в грунте»)

### Техническая литература
- Менделевич И. Р. «Плотницкие и столярные работы» / Под ред. Сырцова Е. Д.. — М.: «Стройиздат», 1950. — 320 с.
- Забылин М. И. О расчёте вынужденных вертикальных колебаний ростверка на сваях-стойках (англ.). — Изв. ВУЗов. Строительство и архитектура, 1974. — No. 8. — P. 67—71.
- Метелюк Н. С., Шишков Г. Ф., и др. Сваи и свайные фундаменты / Рецензент канд. техн. наук Б. В. Бахолдин. — Справочное пособие. — М.: «Будівельник[укр.]», 1977. — 256 с. — «Книга по требованию» экз. — ISBN 5458457374. — ISBN 9785458457378.
- Алексеев С. И. Основания и фундаменты. Часть 4. Свайные фундаменты.

Грунтоплавленные сваи
- Сиротюк В. В., Архипов В. А. Технология изготовления грунтоплавленных свай на строительной площадке с помощью генератора низкотемпературной плазмы // Учред. ассоциация «Фундамент» : ежемес. журнал. — М.: «Основания, фундаменты и механика грунтов», 1999. — № 6. — С. 16—20.
- Сиротюк В. В., Архипов В. А. Оценка эффективности грунтоплавленных свай // Строительство в новых хозяйственных условиях: Сб. науч. тр. — Омск: Изд-во СибАДИ, 1997. — С. 13—15.
- Сиротюк В. В., и др Результаты испытаний грунтоплавленных свай // Автомобильные дороги Сибири: Тез. док. 2 Международной науч.-тех. конф. — Омск: Изд-во СибАДИ, 1998. — С. 98—100.
- Архипов В. А. Экономико-энергетическое сравнение грунтоплавленных свай // Современные проблемы строительного материаловедения: Тез. докл. Международной науч.-техн. конф. — Казань, Изд-во КГАСА, 1996. — С. 56.
- Архипов В. А. Сравнительный анализ применения грунтоплавленных свай // Международная науч.-техн. конф. молодых учёных: Тез. докл. — Санкт-Петербург, Изд-во СПбГАСУ, 1996. — С. 67.

### Нормативная литература
- ТИ Р О-024-2003 Типовая инструкция по охране труда для работников строительных профессий, включая машинистов машин для забивки и погружения свай.
- МДС 12-52.2009 Устройство набивных свай.
- СТ РК 1855—2008 Сооружения мостовые и водопропускные трубы на автомобильных дорогах. Сваи железобетонные забивные для мостовых опор. Общие технические условия.

Ведомственные строительные нормы
- ВСН 165-85/Минтрансстрой Устройство свайных фундаментов мостов (из буровых свай).
- ВСН 16-84 (Минпромстрой СССР) Инструкция по усилению фундаментов реконструируемых и аварийных зданий многосекционными сваями.

Отраслевой дорожный методический документ
- ОДМ 218.3.103-2018 Рекомендации по применению винтовых свай на автомобильных дорогах.
- ОДМ 218.3.070-2016 Методические рекомендации по разработке рецептуры самоуплотняющегося бетона с заданными свойствами по водонепроницаемости для буронабивных свай.
- ОДМ 218.2.054-2015 Рекомендации по применению текстильно-песчаных свай при строительстве автомобильных дорог на слабых грунтах основания.
- ОДМ 218.2.066-2016 Методические рекомендации по использованию анкерных свай и микросвай в составе мероприятий инженерной защиты автомобильных дорог.
- ОДМ 218.2.016-2011 Методические рекомендации по проектированию и устройству буронабивных свай повышенной несущей способности по грунту.
- ОДМ 218.2.092-2018 Рекомендации по применению шпунтовых свай из полимерных материалов в дорожном строительстве.

Стандарт организации
- СТО 56947007-29.120.90.238-2016 Стальные винтовые сваи для фундаментов опор ВЛ и конструкций ПС. Типовые технические требования.
- СТО 56947007-29.120.95-051-2010 Нормы проектирования фундаментов из стальных свай-оболочек и буронабивных свай большого диаметра.
- СТО 36554501-018-2009 // Проектирование и устройство свайных фундаментов и упрочнённых оснований из набивных свай в пробитых скважинах. — ОАО «НИЦ «Строительство», 2009.
- СТО 56947007-29.120.95-050-2010 Нормы проектирования фундаментов из винтовых свай.
- СТО 5260-001-86841766-2012 Дороги автомобильные общего пользования. Винтовые сваи «B.A.U.» для инженерных сооружений в дорожном хозяйстве. Технические условия.
- СТО 86621964-002-2013 Фундаменты свайные из забивных свай. Общие положения проектирования с учётом особенностей грунтов Красноярского края.
- СТО НОСТРОЙ 2.3.203-2016 Строительство надземных сетей газораспределения давлением газа до 1,2 МПа (включительно). Общие требования к организации производства работ, проведению контроля и испытаний. См. Пункт 7.2 «Особенности разработки котлованов (выемок) под фундаменты опор и скважин под буронабивные сваи». Пункт 8.2 «Устройство буронабивных свай и металлических стоек».
- СТО НОСТРОЙ 2.5.75-2012 Основания и фундаменты. Устройство фундаментов из несущих набивных свай в раскатанных скважинах. Правила, контроль выполнения и требования к результатам работ.
- СТО НОСТРОЙ 2.29.111-2013 Мостовые сооружения. Строительство деревянных и композитных мостов. Часть 1. Строительство деревянных мостов.
- СТО-ГК «Трансстрой»-023-2007 Применение грунтовых анкеров и свай с тягой из трубчатых винтовых штанг «Титан».

Свод правил
- СП 24.13330.2011 // Свайные фундаменты. Актуализированная редакция СНиП 2.02.03-85 / Институт АО «НИЦ «Строительство» (НИИОСП имени Н. М. Герсеванова). — М., 2011.
- СП 50-102-2003 // Проектирование и устройство свайных фундаментов. — М.: ГУП НИИОСП имени Н. М. Герсеванова, 2003.

ГОСТ
- ГОСТ 19804-2012 «Сваи железобетонные заводского изготовления. Общие технические условия».
  - ГОСТ 19804.2-79 «Сваи забивные железобетонные цельные сплошного квадратного сечения с поперечным армированием ствола с напрягаемой арматурой. Конструкция и размеры».
  - ГОСТ 19804.3-80 «Сваи забивные железобетонные квадратного сечения с круглой полостью. Конструкция и размеры».
  - ГОСТ 19804.5-83 «Сваи полые круглого сечения и сваи-оболочки железобетонные цельные с ненапрягаемой арматурой. Конструкция и размеры».
  - ГОСТ 19804.6-83 «Сваи полые круглого сечения и сваи-оболочки железобетонные составные с ненапрягаемой арматурой. Конструкция и размеры (Черт.1-14)».
  - ГОСТ 19804.6-83 «Сваи полые круглого сечения и сваи-оболочки железобетонные составные с ненапрягаемой арматурой. Конструкция и размеры (Черт.15-21, Приложение)».
  - ГОСТ 19804.7-83 «Сваи-колонны железобетонные двухконсольные для сельскохозяйственных зданий. Конструкция и размеры (Разделы 1-4, Черт. 1.0.0.00, 1.1.0.00, 2.0.0.00, 1.0.0.00 СБ, 1.1.0.00. СБ, 2.0.0.00 СБ)».
  - ГОСТ 19804.7-83 «Сваи-колонны железобетонные двухконсольные для сельскохозяйственных зданий. Конструкция и размеры (Черт. 2.1.0.00, 1.1.1.00-1.1.3.00, 2.1.0.00 СБ, 1.1.1.00 СБ, 1.1.3.00 СБ)».
  - ГОСТ 19804.7-83 «Сваи-колонны железобетонные двухконсольные для сельскохозяйственных зданий. Конструкция и размеры (Черт. 0.0.0.00 ВМС, 1.1.4.00-1.1.6.00, 1.1.5.00 СБ)».
- ГОСТ Р 53629-2009 Шпунт и шпунт-сваи из стальных холодногнутых профилей. Технические условия.
- ГОСТ Р 56354-2015 (ЕН 10249-1:1995) Сваи шпунтовые холоднокатаные из нелегированной стали. Технические условия.
- ГОСТ Р 56355-2015 (ЕН 10249-2:1995) Сваи шпунтовые холоднокатаные из нелегированной стали. Предельные отклонения размеров и формы.
- ГОСТ Р 57358-2016/EN 12699:2000 Сваи вытеснительные. Правила производства работ.
- ГОСТ Р 57983-2017/EN 10248-2:1995 Сваи шпунтовые горячекатаные из нелегированных сталей. Часть 2. Допуски на форму и размеры.
- ГОСТ Р 57991-2017 Магистральный трубопроводный транспорт нефти и нефтепродуктов. Сваи стальные из труб, применяемые для устройства фундаментов под опоры трубопроводов надземной прокладки. Общие технические условия.
- ГОСТ Р 58034-2017/EN 10248-1:1995 Сваи шпунтовые горячекатаные из нелегированных сталей. Часть 1. Технические условия.
- ГОСТ Р 58035-2017/EN 1536:2010+А1:2015 Работы геотехнические специальные. Буровые сваи. Правила производства работ.
- ГОСТ 4781-85 Профили стальные горячекатаные для шпунтовых свай. Технические условия.
- ГОСТ 5686-2012 Грунты. Методы полевых испытаний сваями.
- ГОСТ ISO 11886-2016 Машины и оборудование строительные. Оборудование для погружения и извлечения свай. Терминология и технические условия на поставку.

Прочее
- Руководство по выбору проектных решений фундаментов. — М.: Стройиздат; ГУП НИИОСП имени Н. М. Герсеванова, НИИЭС, ЦНИИПроект Госстроя СССР, 1984. — 193 с. — 40 000 экз.
- Рекомендации // по проектированию и устройству буронабивных свай, изготавливаемых с применением многосекционного вибросердечника.
- Рекомендации по применению полых конических свай повышенной несущей способности. В развитии требований СНиП 2.02.03-85 «Свайные фундаменты».
- ОДМ 218.2.050-2015 // Методические рекомендации по расчёту и проектированию свайных противооползневых сооружений инженерной защиты автомобильных дорог. — 2015.
- Методические рекомендации // по проектированию и строительству поддерживающих сооружений земляного полотна автомобильных дорог в оползневых районах на базе буронабивных свай и анкерных креплений. — 1985.
- Р 480-82 (отменён) Рекомендации по устройству и методике расчёта анкерных свай в условиях распространения вечномёрзлых грунтов.
- Об утверждении профессионального стандарта «Машинист машин для забивки и погружения свай».
- ППР. Устройство буросекущих свай диаметром 1020 мм при выполнении работ по ограждению котлована.
- Журнал изготовления буронабивных (буросекущихся) свай (Москомархитектура).